# Boris Lisunov
Boris Pavlovich Lisunov (em russo:  Борис Павлович Лисунов, Astracã, 19 de agosto de 1898 – Moscou, 3 de novembro de 1946) foi um engenheiro aeroespacial soviético.

## Biografia
Lisunov nasceu na stanitsa de Durnovskaya (atual Rassvet), no Yenotaevsky uyezd do Governo de Astracã, no Império Russo. Seu pai foi um oficial cossaco.
Em 1918 graduou da Escola Secundária #2 de Saratov e foi para Moscou, estudar na Academia de Engenharia da Força Aérea Zhukovsky, onde tornou-se amigo com outro proeminente engenheiro de aeronaves soviéticas, Sergey Ilyushin. A partir de 1926, serviu como engenheiro-mecânico em um esquadrão de aviação na Força Aérea Soviética, chegando à posição de engenheiro chefe na Fábrica de Aeronaves nº 39 em Carcóvia.
Em novembro de 1936, Lisunov visitou a fábrica da Douglas Aircraft em Santa Mônica (Califórnia), para iniciar o processo da produção sob licença do Douglas DC-3 na União Soviética. De novembro de 1936 a abril de 1939, Lisunov documentou cada parte do DC-3 e as ferramentas necessárias para sua produção. Ele também documentou o suporte em serviço após a entrega. Juntamente com seu chefe, Vladimir Myasishchev, Lisunov iniciou o processo de engenharia do DC-3 com o objetivo de colocar o modelo em produção. A maior parte do trabalho envolvia a conversão dos desenhos e documentos para o sistema métrico.
Em 27 de janeiro de 1938, Lisunov foi apontado Diretor Técnico da Fábrica de Aviação nº 84 próximo a Moscou, em Khimki. Após a prisão de Myasishchev, Lisunov foi apontado como líder do desenvolvimento do derivado do DC-3 denominado Lisunov Li-2. Versões civis e militares do Li-2 foram produzidas em fábricas soviéticas de 1939 a 1952, tornando-o o mais numeroso avião comercial soviético na década de 1940.
Em setembro de 1941, a medida que os nazistas se aproximavam de Moscou, Lisunov conseguiu rapidamente evacuar a fábrica de aeronaves para um local seguro em Tasquente, capital da República Socialista Soviética Uzbeque. Logo, a recém-estabelecida fábrica, posteriormente conhecida como Toshkent Mexanika Zavodi, começou a contribuir com os esforços de guerra soviéticos com o Li-2.
Lisunov morreu em 1946 após um enfarte agudo do miocárdio. Logo após sua morte, foi apontado em uma posição de gestão no Ministério da Indústria da Aviação e recebeu a Ordem de Lenin e a Ordem da Estrela Vermelha por concluir com sucesso o projeto do Li-2.
O Arquivo Estatal de Astracã e a Escola Secundária de Rassvet preservam as memórias do proeminente compatriota Boris Lisunov.